# Seznam dílů seriálu World of Winx
Toto je seznam dílů seriálu World of Winx.

## Přehled řad
| Řada | Díly | Premiéra v Itálii | Premiéra v Itálii | Premiéra v ČR   | Premiéra v ČR  |
| Řada | Díly | První díl         | Poslední díl      | První díl       | Poslední díl   |
| ---- | ---- | ----------------- | ----------------- | --------------- | -------------- |
| 1    | 13   | 28. ledna 2017    | 7. února 2017     | 17. března 2018 | 7. dubna 2018  |
| 2    | 13   | 18. června 2017   | 30. června 2017   | 7. dubna 2018   | 29. dubna 2018 |

## Seznam dílů

### První řada (2017)
| Č. v seriálu | Č. v řadě | Původní název                                                    | Český název               | Premiéra v Itálii | Premiéra v ČR   | Prod. kód |
| ------------ | --------- | ---------------------------------------------------------------- | ------------------------- | ----------------- | --------------- | --------- |
| 1            | 1         | Il Ladro di Talenti The Talent Thief                             | Zloděj talentů            | 28. ledna 2017    | 17. března 2018 | 101       |
| 2            | 2         | Nuovi Poteri New Powers                                          | Nová síla                 | 29. ledna 2017    | 17. března 2018 | 102       |
| 3            | 3         | La Leggenda delľuomo Coccodrillo The Legend of the Crocodile Man | Legenda o krokodýlím muži | 30. ledna 2017    | 18. března 2018 | 103       |
| 4            | 4         | Il Mostro Sotto la Città The Monster Under the City              | Příšera ve stoce          | 31. ledna 2017    | 18. března 2018 | 104       |
| 5            | 5         | Cercasi Stilista Stylist Wanted                                  | Návrhářka                 | 1. února 2017     | 24. března 2018 | 105       |
| 6            | 6         | La Settimana della Moda The Fashion Week                         | Týden módy                | 2. února 2017     | 24. března 2018 | 106       |
| 7            | 7         | Cuochi in Gara The Chef Contest                                  | Kuchařská soutěž          | 3. února 2017     | 25. března 2018 | 107       |
| 8            | 8         | Lo Sciamano The Shaman                                           | Šaman                     | 4. února 2017     | 25. března 2018 | 108       |
| 9            | 9         | Sogni in Frantumi Shattered Dreams                               | Sny v ohrožení            | 5. února 2017     | 31. března 2018 | 109       |
| 10           | 10        | Acque Pericolose Dangerous Waters                                | Nebezpečné vody           | 5. února 2017     | 31. března 2018 | 110       |
| 11           | 11        | Ombre sulla Neve Shadows on the Snow                             | Stíny na sněhu            | 6. února 2017     | 1. dubna 2018   | 111       |
| 12           | 12        | L'Orologiaio The Watchmaker                                      | Hodinář                   | 6. února 2017     | 1. dubna 2018   | 112       |
| 13           | 13        | La Caduta della Regina The Fall of the Queen                     | Pád královny              | 7. února 2017     | 7. dubna 2018   | 113       |

### Druhá řada (2017)
| Č. v seriálu | Č. v řadě | Původní název                                           | Český název                    | Premiéra v Itálii | Premiéra v ČR  | Prod. kód |
| ------------ | --------- | ------------------------------------------------------- | ------------------------------ | ----------------- | -------------- | --------- |
| 14           | 1         | L'isola che non c'è Neverland                           | Neverland                      | 18. června 2017   | 7. dubna 2018  | 201       |
| 15           | 2         | Il Figlio di Peter Pan Peter Pan's Son                  | Syn Petra Pana                 | 19. června 2017   | 8. dubna 2018  | 202       |
| 16           | 3         | L'uomo Alligatore The Alligator Man                     | Aligátoří příšera              | 20. června 2017   | 8. dubna 2018  | 203       |
| 17           | 4         | Sirene sulla Terra Mermaids on Earth                    | Mořské panny na Zemi           | 21. června 2017   | 14. dubna 2018 | 204       |
| 18           | 5         | Brividi nella Scuola di Moda Fashion School Thrills     | Návrhářská škola               | 22. června 2017   | 14. dubna 2018 | 205       |
| 19           | 6         | La Ragazza dei Sogni The Girl in the Stars              | Dívka ve hvězdách              | 23. června 2017   | 15. dubna 2018 | 206       |
| 20           | 7         | Il Fiore più Bello A Flower in the Snow                 | Květina ve sněhu               | 24. června 2017   | 15. dubna 2018 | 207       |
| 21           | 8         | Giglio Tigrato Tiger Lily                               | Tygří Lilie                    | 25. června 2017   | 21. dubna 2018 | 208       |
| 22           | 9         | La Spada Dell'eroe A Hero Will Come                     | Hrdina přichází                | 26. června 2017   | 21. dubna 2018 | 209       |
| 23           | 10        | Trappola Tecnomagica Technomagic Trap                   | Technokouzelná past            | 27. června 2017   | 22. dubna 2018 | 210       |
| 24           | 11        | La vendetta di Jim Jim's Revenge                        | Jimova pomsta                  | 28. června 2017   | 22. dubna 2018 | 211       |
| 25           | 12        | Vecchi amici e nuovi nemici Old Friends and New Enemies | Staří přátelé a noví nepřátelé | 29. června 2017   | 29. dubna 2018 | 212       |
| 26           | 13        | Il Ritorno di Campanellino Tinkerbell is Back           | Zvonilka se vrací              | 30. června 2017   | 29. dubna 2018 | 213       |